# Köpenicker SC
Köpeniker SC é um clube poliesportivo alemão localizado no distrito de Berlin-Köpenick, em Berlim.
Hoje em dia, este clube é conhecido principalmente pela sua equipe de voleibol feminino sediada em Berlim, que joga ao mais alto nível nacional (1. Bundesliga). Mas o clube tem várias outras seções, incluindo aeróbica, badminton, canoagem, dança, ginástica, fitness, caminhada e, claro, futebol .
Com mais de 1.800 membros ativos (incluindo 1.000 crianças e adolescentes), o clube é o segundo maior do distrito de Berlin-Köpenick, atrás de 1. FC União Berlim.

## História
O clube foi criado em 1949 com o nome de Betriebsportgemeinschaft Rundfunk-und Fehrnmelde Technik Köpenick ou BSG RFT Köpenick que se tornou em 1950, BSG Motor Wendenschloss e em 1957 BSG Motor Köpenick.
Após a reunificação alemã, o clube assumiu o nome de SV Motor Köpenick e, em 1991, tornou-se o Köpenicker SC.

## Futebol
Durante os tempos da RDA, o antecessor do atual Köpenicker SC, o BSG Motor Köpenick, transitou entre o segundo e o terceiro nível várias vezes, ou seja, entre DDR-Liga e Bezirksliga Ost-Berlin.
Durante a temporada de 1963-1964, depois de 1965-1968 e novamente durante o campeonato de 1972-1973, o BSG Motor Köpenick jogou na DDR-Liga.
No Quadro de Honra da DDR-Liga, o clube está em 100. Entre 201 equipes diferentes.
Após a reunificação alemã, o clube se viu em uma liga reestruturada de Berlim, a Verbandsliga Berlin.
Em 1995, o Köpenicker SC mudou-se para a Oberliga Nordost Nord, onde permaneceu por cinco temporadas antes de voltar para a Verbandsliga Berlin.
No final da temporada 2001-02, o clube subiu para a Oberliga Nordost Nord, mas não conseguiu ficar lá.

## Vôlei feminino
Seleção da temporada atual:
Técnico: Michael Lehman  Alemanha;
Treinadores assistentes: Ingrid Sycova  Eslováquia e Ralf Hartlig  Alemanha
| Número | Nome             | Nacionalidade  |
| 2      | Ilona Farkowska  | Polónia        |
| 3      | Irene Hannibal   | Alemanha       |
| 4      | Insa Brychzy     | Alemanha       |
| 5      | Sabrina Kroll    | Alemanha       |
| 6      | Catherine Wright | Estados Unidos |
| 7      | Sarah Rollman    | Estados Unidos |
| 8      | Sandra Sydlik    | Alemanha       |
| 9      | Nadja Kubieziel  | Alemanha       |
| 10     | Anja Gunther     | Alemanha       |
| 11     | Inga Vollbrecht  | Alemanha       |
| 12     | Juliane Gramenz  | Alemanha       |
| 13     | Saskia Hippe     | Alemanha       |
| 15     | Stine Andreasen  | Dinamarca      |

## Artigos relacionados
- Futebol na RDA

- Federação Alemã de Futebol Oriental (DFV)
- Campeonato de Futebol da RDA ( Nível 1, DFV de 1949 a 1991 )